# Locarno
Locarno (in dialetto ticinese Locarno) è un comune svizzero di 16 655 abitanti, capoluogo del distretto omonimo e polo regionale, sulla sponda settentrionale del lago Maggiore, a cavallo tra le Prealpi Luganesi e le Alpi Lepontine: il lago Maggiore viene chiamato pure Verbano.
La città è, per popolazione, in terza posizione nel Canton Ticino dopo Lugano e Bellinzona. Considerando tutta la zona urbana la popolazione supera le 50 000 unità. La stazione ferroviaria si trova all'esterno dei confini comunali, a Muralto, e uno dei suoi simboli, la Madonna del Sasso, si trova sul territorio comunale di Orselina.
È una rinomata meta turistica, grazie in particolare al favorevole microclima, che consente alla vegetazione mediterranea e subtropicale di prosperare, e alla presenza del lago. La sua notorietà è dovuta anche al Locarno Film Festival, secondo festival cinematografico in termini di longevità (prima edizione nel 1946) dopo quello di Venezia.

## Geografia fisica

### Territorio
La città, adagiata in una conca protetta da una corona di montagne, si sviluppa alle pendici del Poncione di Trosa, sul lato sinistro della foce della Maggia (uno dei maggiori estuari lacuali d'Europa), mentre sulla sponda destra troviamo i borghi di Ascona e Losone.
Con i suoi poco più di 190 m s.l.m., misurati alla foce della Maggia, Locarno è la quota più bassa della Svizzera, ma il territorio comunale arriva sino ai 1 400 metri e oltre di Cardada-Colmanicchio.
Il comune di Locarno è formato dal territorio principale, compreso all'incirca tra il lago Maggiore, il fiume Maggia, la Cimetta (1 640 m) e il torrente Ramogna e alcune frazioni, tra le quali rientra pure l'exclave situata sul Piano di Magadino.
Il Piano di Magadino è compreso all'incirca tra il lago Maggiore, la foce del Verzasca, il fiume Ticino, il torrente Riarena e la Strada principale 13, al suo interno si trovano l'Aeroporto cantonale di Locarno e il polo di sviluppo economico di Riazzino, e dista 6,5 km dal centro della città in direzione Bellinzona.

### Clima
La regione gode d'un buon soleggiamento con abbondanti precipitazioni annue.
| Locarno/Monti (1981-2010), 367 m s.l.m. | Mesi | Mesi | Mesi | Mesi | Mesi | Mesi | Mesi | Mesi | Mesi | Mesi | Mesi | Mesi | Stagioni | Stagioni | Stagioni | Stagioni | Anno  |
| Locarno/Monti (1981-2010), 367 m s.l.m. | Gen  | Feb  | Mar  | Apr  | Mag  | Giu  | Lug  | Ago  | Set  | Ott  | Nov  | Dic  | Inv      | Pri      | Est      | Aut      | Anno  |
| --------------------------------------- | ---- | ---- | ---- | ---- | ---- | ---- | ---- | ---- | ---- | ---- | ---- | ---- | -------- | -------- | -------- | -------- | ----- |
| T. max. media (°C)                      | 6,8  | 8,7  | 13,5 | 16,5 | 20,5 | 24,4 | 27,1 | 26,3 | 21,7 | 16,4 | 10,7 | 7,3  | 7,6      | 16,8     | 25,9     | 16,3     | 16,7  |
| T. media (°C)                           | 3,4  | 4,7  | 8,8  | 11,8 | 15,8 | 19,4 | 21,9 | 21,2 | 17,2 | 12,6 | 7,4  | 4,1  | 4,1      | 12,1     | 20,8     | 12,4     | 12,4  |
| T. min. media (°C)                      | 0,8  | 1,6  | 4,9  | 7,8  | 11,9 | 15,2 | 17,5 | 17,1 | 13,7 | 9,7  | 4,8  | 1,6  | 1,3      | 8,2      | 16,6     | 9,4      | 8,9   |
| Giorni di calura (Tmax ≥ 30 °C)         | 0    | 0    | 0    | 0    | 0,2  | 2,1  | 4,8  | 3,3  | 0,1  | 0,0  | 0,0  | 0,0  | 0,0      | 0,2      | 10,2     | 0,1      | 10,5  |
| Precipitazioni (mm)                     | 71   | 59   | 96   | 186  | 221  | 198  | 178  | 210  | 236  | 190  | 162  | 90   | 220      | 503      | 586      | 588      | 1 897 |
| Giorni di pioggia                       | 4,9  | 4,5  | 5,9  | 10,1 | 12,4 | 10,2 | 8,5  | 9,9  | 8,9  | 9,2  | 8,3  | 6,5  | 15,9     | 28,4     | 28,6     | 26,4     | 99,3  |
| Nevicate (cm)                           | 18,6 | 9,1  | 1,9  | 0,6  | 0,0  | 0,0  | 0,0  | 0,0  | 0,0  | 0,0  | 2,2  | 14,6 | 42,3     | 2,5      | 0,0      | 2,2      | 47,0  |
| Giorni di neve                          | 2,1  | 1,8  | 0,6  | 0,1  | 0,0  | 0,0  | 0,0  | 0,0  | 0,0  | 0,0  | 0,6  | 2,2  | 6,1      | 0,7      | 0,0      | 0,6      | 7,4   |
| Umidità relativa media (%)              | 65   | 61   | 55   | 60   | 66   | 64   | 62   | 66   | 70   | 75   | 70   | 67   | 64,3     | 60,3     | 64       | 71,7     | 65,1  |
| Ore di soleggiamento mensili            | 135  | 149  | 196  | 184  | 192  | 229  | 259  | 245  | 194  | 151  | 118  | 119  | 403      | 572      | 733      | 463      | 2 171 |

## Storia

### Dalla preistoria al Medioevo
I primi insediamenti organizzati risalgono all'età del bronzo (attorno al 1000 a.C.) e sono testimoniati, tra gli altri, dai sepolcreti di San Jorio e Sant'Antonio. Altre necropoli, e fra esse quelle della frazione di Solduno, segnalano una presenza continuata anche nella successiva età del ferro.
Forse già nel VII secolo a.C. i Leponzi si sovrapposero e si amalgamarono alla popolazione autoctona, probabilmente ligure, dando vita a una comunità liguro-celtica. La conquista romana risale al II secolo a.C., come provano tombe sia nel "pagus" sia nelle vallate circostanti; Muralto, stando alle indagini otto e novecentesche, era un fiorente centro residenziale romano, quasi certamente il maggiore dell'area. Scriverà ai primi del secolo scorso il prelato, prefetto della Biblioteca Ambrosiana e archeologo Giovanni Baserga: « All'inizio dell'impero romano, il Locarnese doveva già possedere una popolazione numerosa, ricca e industriale, non era punto scomparsa la popolazione gallica, che aveva preceduto la conquista e la penetrazione di Roma, anzi essa convisse e presto si fuse con gli elementi latini [...] ». Nel museo del Castello Visconteo sono conservate le colombe vitree romane legate ai riti funebri.
Scomparsi nel III secolo d.C. i Romani, scarse, per non dire nulle, sono le tracce altomedievali. Esistono purtuttavia documenti che si riferiscono alla zona datati 712, 807, 822, 842 e, nell'866, si parla della cessione della "corte regia" di Locarno e delle sue pertinenze all'imperatrice Engelberga (anche Angelberga o Angilberta).
Attorno al 1000, il contado finì nelle mani dei Milanesi: feudatari i Da Besozzo, valvassori maggiori dell'arcivescovo. Dal loro ceppo nasceranno le famiglie nobiliari locarnesi: i Duni, i Magoria, i Muralto, gli Orelli. Questa corporazione godette di grande autonomia e guadagnò autorità e forza nel tempo potendo imporre dazi e pedaggi. Beneficiò della protezione di Federico I il Barbarossa che, dopo averle concesso l'esercizio di un mercato mensile nel 1164, la pose, il 27 aprile 1186, da Biasca, sotto la diretta dipendenza imperiale; i "fideles homines" della pieve ottennero anche l'esenzione dal servizio militare e dalle imposte. Privilegi confermati dagli imperatori Ottone IV di Brunswick il 19 aprile 1210 e Federico II di Svevia nel 1219.
Tra il 1239 e il 1249 Locarno fu governata dal condottiero Simone Orelli, fedelissimo dei Visconti. Nel periodo immediatamente successivo, il dominio passò perciò a Como, che lo manterrà sino al 1342, sebbene non ininterrottamente a causa delle continue guerre tra guelfi e ghibellini (il borgo verrà dato alle fiamme dai vendicativi comaschi (ghibellini) nel 1259 oppure, come riportano altre fonti nel 1260 o 1262). Il 1º maggio 1340 Luchino e Giovanni Visconti, risaliti dal lago al comando di una munita flotta, assediarono ed espugnarono il castello e tutta la regione tornò sotto sovranità milanese. Il 1439 viene ricordato per l'infeudamento da parte di Filippo Maria Visconti dei conti Rusca, che grande blasone daranno alla comunità, a partire dal capostipite Franchino Rusca. Saranno lui e i figli, ad esempio, a trasformare la primigenia fortezza in residenza signorile. Ingentilito, ma non indebolito, il maniero resiste all'assedio dei 15'000 Svizzeri calati dal nord nel 1502-1503. Alla testa dei difensori, a dar man forte ai Rusca, si trova il governatore francese; le terre lombarde erano infatti passate nel frattempo sotto il controllo del giglio.

### L'evo moderno

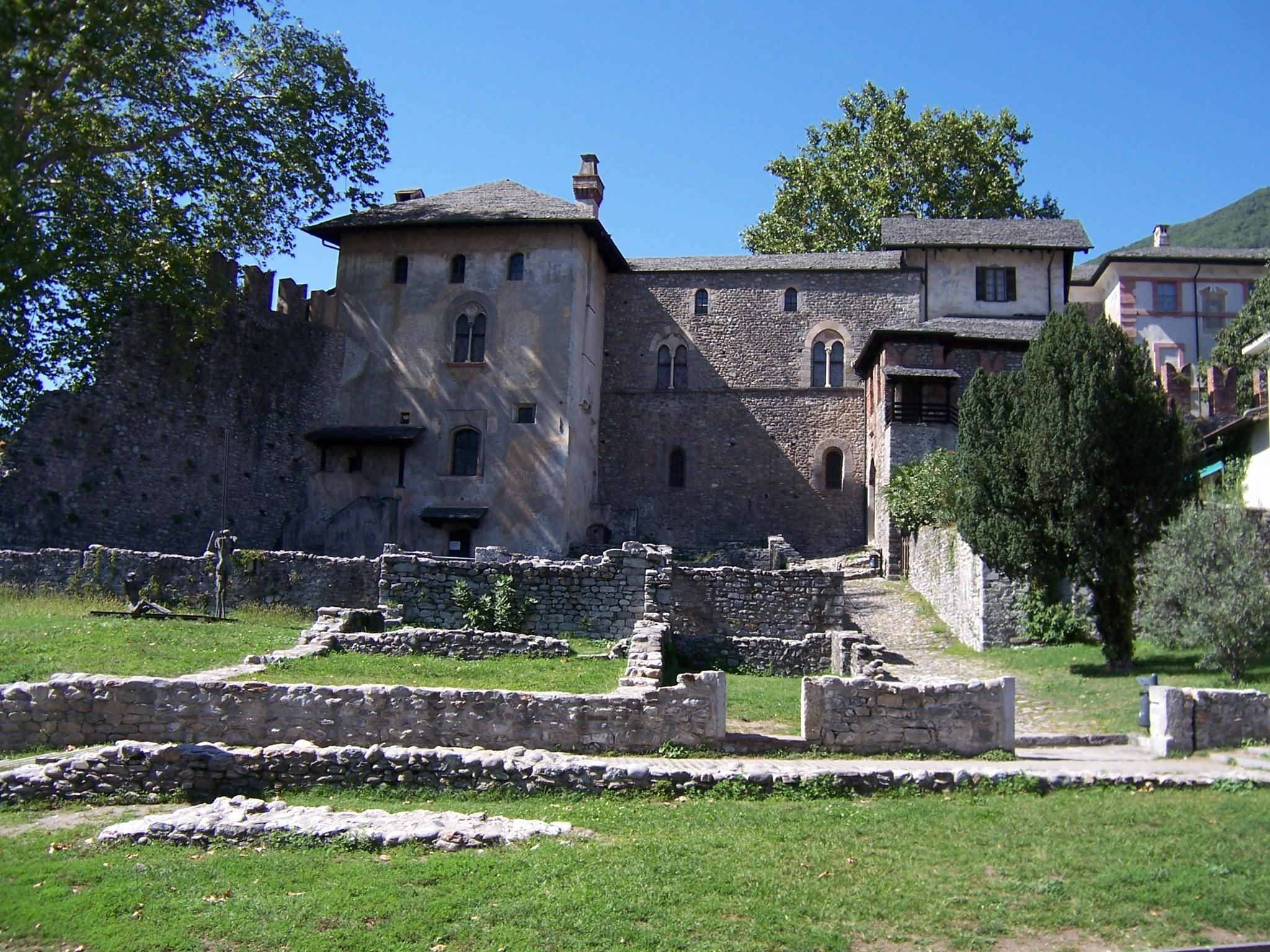
Il Castello visconteo

La capitolazione è solo rinviata di qualche anno, poiché, con la Pace di Friburgo, nel 1516 la zona a capo del Verbano viene ceduta ai Confederati. Inizia l'epoca balivale, che durerà fino al 1798 e che, se assicurerà stabilità in un momento che oltre confine sarà molto turbolento, isolerà il Locarnese dal positivo fervore dell'illuminismo austriaco. Simbolicamente, si vorrebbe far coincidere il lungo periodo di decadenza che segue con la quasi completa distruzione del castello, ossia l'emblema stesso della potenza cittadina, decisa dai nuovi occupanti nel 1531. Tuttavia, a dare inizio allo stillicidio di sciagure che si abbatteranno sulla regione è, nel 1515, il crollo, dovuto a una piena, del ponte della Torretta di Bellinzona, da dove transitavano genti e merci con destinazione non solo una Locarno fiorente di traffici e commerci, ma l'intera Lombardia, a cui si accedeva dalla comoda via lacuale.
Nei decenni seguenti, portata da profughi sfuggiti all'inquisizione milanese, s'infiltra, si diffonde e attecchisce la dottrina protestante. Per sedare le lotte che oppongono cattolici e riformati, i padroni elvetici impongono a questi ultimi di rinunciare alla nuova religione o di lasciare la loro terra. Alcune centinaia di loro scelgono l'esilio e il 3 marzo 1555 abbandonano Locarno, tra gli altri, molti esponenti dei casati più influenti: Appiani, Duni, Marcacci, Muralti, Orelli, Trevani... . Il borgo perde così buona parte della sua classe dirigente, composta in prevalenza da intellettuali e mercanti..
A cavallo tra il 1576 e il 1577 infierì la peste e la popolazione calò ulteriormente e drasticamente. La testimonianza è quella di San Carlo Borromeo che nel 1584, poco prima della morte, scrive: «Con questa occasione (la fondazione del Collegio Papio d'Ascona, n.d.r.) ho consolato ancora, in quel poco che io ho possuto, quei poveri uomini di Locarno, la quale terra è restata tanto desolata dalla peste, che di 4.800 anime che v'erano, ve ne sono restate 700; e ancora non è finita...».

### L'evo contemporaneo
Una sequela di disgrazie determinerà l'epoca successiva. Sintetizza nel 1797 il commissario bernese Karl Viktor von Bonstetten: «In tutt'Italia non c'è forse terra così generosa abitata da gente misera come quella dei villaggi lungo il Ticino»; e dolendosi per l'isolamento del capoluogo, dove «s'ingrassano frati e si costruiscono chiese» senza curarsi della mefitica aria del delta, lo descrive «affondato in superstizioni e paludi». Il 22 giugno 1754 a Biegno in val Veddasca venne firmato il regolamento per i confini del baliaggio di Locarno con lo Stato di Milano.
Un'aria che, finalmente, si muoverà non poco sulla scia dei fermenti rivoluzionari e reazionari successivi all'ingresso trionfale in Milano, il 15 maggio del 1796, di Napoleone Bonaparte. Due anni dopo, le autorità locarnesi dichiarano l'indipendenza e l'appartenenza alla Svizzera. Il generale Guillaume Brune, comandante delle truppe francesi in Svizzera, propone la creazione di un Cantone con Locarno capitale. Con l'Atto di Mediazione napoleonico del 1803 nasce in effetti la Repubblica del Canton Ticino e il borgo si proclama città.
E capitale cantonale, seppur transitoria, Locarno lo sarà dal 1821 al 1827; il governo ebbe sede nel convento di San Francesco, mentre gli uffici amministrativi si trovavano al castello. Governo e parlamento torneranno in città tra il 1839 e il 1845, tra il 1857 e il 1863 e, infine, tra il 1875 e il 1881, secondo uno schema di rotazione a turni di sei anni fissato dalla Costituzione cantonale del 1814. Allo scopo, tra il 1837 e il 1838, venne edificato su progetto dell'architetto Giuseppe Pioda (1810-1856) il palazzo, attualmente della Società Elettrica Sopracenerina, che domina con la sua mole il lato sud di Piazza Grande.
Sarà questa una fase burrascosa e, contemporaneamente, di un dimenticato dinamismo, contrassegnata com'è dalle faide politiche, anche cruente, tra conservatori e progressisti, ma pure dall'agognata e provvidenziale ricostruzione del ponte della Torretta (1813-1815) e, soprattutto, dalla realizzazione della linea ferroviaria, inaugurata il 20 dicembre 1874; due vie di comunicazione, unitamente a quella del lago (le cui acque sono solcate da un piroscafo a vapore, il Verbano, sin dal 1826), che romperanno un torpore e un isolamento durato tre secoli e che consegneranno "le village où l'on s'endort" (definizione del romanziere francese Henri Lavedan, 1859-1940) e la sua plaga alla nascente "industria dei forestieri".
La prima pietra di questa nuova e redditizia attività era stata posata già nel 1870 con la fondazione della Società Operai ed Esercenti, che per missione aveva anche la tutela degli interessi degli albergatori.
La fine del XIX secolo e l'ingresso in quello seguente vede un fiorire senza precedenti di iniziative. Il gas viene erogato a partire dal 1875. Nel 1891 si mette mano alla costruzione degli argini del fiume Maggia, da Solduno alla foce, che permetterà l'espansione sul delta secondo l'esemplare piano regolatore a scacchiera elaborato dall'ingegnere Giovanni Rusca tra il 1893 e il 1894, poi ulteriormente adattato. Nel 1892 nasce la Pro Locarno, altro tassello sulla via del moderno concetto di turismo. L'anno dopo in qualche casa e nei migliori hotel di Muralto si accendono le prime, fioche lampadine. Nel 1902 viene aperto il teatro, edificato su progetto di Ferdinando Bernasconi Senior (1867-1919) e decorato da Filippo Franzoni; sul palco, ma siamo già nel 1904, anche Pagliacci, opera diretta dal compositore, Ruggero Leoncavallo in persona.
Il 1905 coincise con l'avvio della realizzazione della linea funicolare per la Madonna del Sasso e della linea ferroviaria a scartamento ridotto per Bignasco, in Vallemaggia. Due anni più tardi fu la volta della tramvia urbana tra il quartiere di Sant'Antonio e Minusio. Nel 1912 partirono i lavori, poi interrotti dalla guerra, per il collegamento ferroviario con Domodossola.
Allo stesso euforico momento storico risale la creazione delle più importanti associazioni sportive: Società federale di ginnastica (1866), Velo Club (1895), Anglo-Swiss Tennis Club (1903), Football Club (1906), Virtus (ginnastica, poi atletica, 1909), Rowing Club (canottaggio, 1910) e Skating Club (pattinaggio, 1910).
Quasi a coronamento di tanta effervescenza, nel 1925 il Palazzo del Pretorio, anch'esso concepito dall'architetto Bernasconi e inaugurato nel 1910 nell'allora Via delle Palme (oggi, ovviamente, Via della Pace) accolse una conferenza conclusasi con la stipula di effimeri trattati, denominati "Patto di Locarno" e siglati, nelle loro diverse componenti, dai rappresentanti di Belgio, Cecoslovacchia, Francia, Germania, Gran Bretagna, Italia e Polonia. Per la prima volta sotto i riflettori internazionali, la città entrò a pieno titolo nella storia del nostro tempo.
A Locarno venne inoltre firmato l'accordo che, l'8 ottobre 1968, istituì una classificazione internazionale per i disegni e modelli industriali.

### La Magnifica Comunità di Locarno
La "Magnifica Comunità di Locarno" corrispondeva in pratica alla pieve, una delle nove che attorno al Mille componevano il contado di Stazzona. Abbracciava il territorio compreso tra Ronco sopra Ascona e Cugnasco, valli e Riviera del Gambarogno incluse. Un funzionamento macchinoso, la rissosità degli abitanti e le rivalità tra ogni singolo nucleo alimentano, agevolati dalle esose pretese degli amministratori - dapprima i Capitanei, ovverosia la nobiltà locale, e quindi i conti Rusca, cui i duchi di Milano consegnano il feudo -, le continue spinte secessioniste. Il distacco della Vallemaggia "et Pertinentiarum", successivo ad una sommossa, avviene già nel 1403 ed è confermato di volta in volta (con e senza Valle Verzasca, con e senza Valle Lavizzara) sino alla creazione della Repubblica Elvetica. La frantumazione politica di quello che nel frattempo, ormai sotto controllo svizzero, è diventato un baliaggio, e che in epoca moderna diverrà distretto, si completa a cavallo tra il Sette e l'Ottocento con la nascita di una miriade di autonomie.

#### Le tre corporazioni
Nel Medioevo, il "Comune Grande" è guidato dalle "università" dei nobili (universitas nobilium dominorum et capitaneorum) e dei borghesi (universitas burgensium). I membri, che si spartiscono innumerevoli privilegi, oltre che entro i confini del borgo possono risiedere nei dintorni (Muralto, ai tempi appendice di Orselina, è d'altronde il quartier generale dell'omonima famiglia). I rappresentanti di queste gilde siedono in forze negli organi dirigenti dove i delegati delle altre "vicinie" che aderiscono alla comunità fanno la figura dei comprimari. Nel Cinquecento le suddette associazioni vengono affiancate da quella dei terrieri che raggruppa i casati presenti da generazioni, ma non originari di Locarno.
La loro influenza politica, più o meno marcata a seconda del momento storico, dura sino all'alba dell'Ottocento. Sciolta nel 1859 la corporazione dei terrieri (il cui archivio viene ceduto al comune, mentre quello dei nobili, assai più prezioso, era stato smembrato e parzialmente disperso quattro anni prima), praticamente estinte le famiglie di più alto lignaggio, oggi solo quella dei borghesi ha ancora voce in capitolo, soprattutto in quanto proprietaria di fondi e di stabili; in un'ottica ticinese, corrisponde al patriziato. Il suo stemma è "rosso e verde al bue passante". Secondo il Gilardoni, non è invece provato che le armi delle altre due corporazioni siano l'aquila e l'agnello: un errore generato dai bassorilievi provenienti da demolizioni e incorporati nella facciata cinquecentesca della chiesa di San Francesco.

### Il patriziato di Solduno
Ogni famiglia originaria di Solduno fa parte del cosiddetto comune patriziale ed ha la responsabilità della manutenzione di ogni bene ricadente all'interno dei confini della frazione del comune.
Dal 1928 il comune di Solduno è incluso nella "nuova" Locarno. Il patriziato è proprietario e curatore dell'archivio patriziale: preziosa fonte per la storiografia dell'antico comune e del Locarnese.
Il patriziato di Solduno e la corporazione borghese di Locarno costituiscono assieme un ulteriore patriziato per la gestione congiunta di beni promiscui (patriziato promiscuo di Locarno e Solduno).

### Stemma
Blasonatura: "d'azzurro, al leone d'argento".

La versione più recente del blasone

Del soggetto araldico s'è ormai persa l'interpretazione ufficiale. La più antica raffigurazione nota è quella a bassorilievo incastonata nella base del campanile dell'ex collegiata di San Vittore, a Muralto, datata 1524 e accompagnata dalla scritta CO(MUN) ITAS LOC(ARNI). Di appena più tarda fattura è l'arma affrescata nell'androne della Casa del Negromante, in Via Borghese. Precedente ad entrambe è il leone in campo rosso disegnato in uno stemmario quattrocentesco conservato nella Biblioteca Trivulziana di Milano, appartenente però alla "famiglia" da Locarno.
Ad inizio Ottocento viene adottata una variante a due leoni contrapposti; un esempio è quello scolpito nel 1856 da Alessandro Rossi (1820-1891) sullo zoccolo della fontana di Piazza sant'Antonio abate, dominata dalla marziale figura dell'emerito barone Giovan Antonio Marcacci (1769-1854). Non è frutto di fantasia, ma volontà di ricalcare un'antica iconografia di cui esistono modelli sia nella vecchia che nella nuova collegiata, sia in un documento del 1560 rinvenuto 350 anni più tardi a Torino dallo storico Emilio Motta (1855-1920). In ogni caso, nel 1899 si ritorna alla presunta versione primigenia, salvo poi, dopo lievi ritocchi ulteriori, preferire, nel 1986, un pardo stilizzato di color argenteo su fondo azzurro.
Già! pardo o leone? La diatriba - citiamo - nacque ufficialmente nel 1952. Il regolamento organico comunale di allora descriveva lo stemma cittadino "rappresentato da un pardo rampante"; idem nelle successive disposizioni del 1972. Ma nel 1990, dopo discussioni delle quali sarebbe interessante riferire più diffusamente, si arrivò a un compromesso: "Lo stemma e la bandiera comunali - recita l'articolo 1 al paragrafo 2 - raffigurano il leone (pardo) rampante in argento su sfondo azzurro". Si tratta di questione puramente semantica perché le sembianze sono restate sempre quelle del leone.
Oltre alle fonti classiche, si vedano a questo proposito gli articoli pubblicati dalla Rivista di Locarno, un mensile illustrato locale, nell'aprile del 1995 e nel dicembre del 1998 a firma Gianni Mondini e Luca Tomamichel (cui appartiene la precedente citazione).
Il "pardo" è, dal 1968, anche l'onorificenza che premia le opere più meritorie presentate al Festival internazionale del film di Locarno. La statuetta, ideata dallo scultore Remo Rossi (1909-1982), ha sostituito la tradizionale "vela". Un festival che nel 1982, cavalcando l'equivoco di cui sopra, ha fatto ancora più suo questo simbolo tingendosi per la prima volta di giallo e di nero. La linea grafica "leopardata" è tuttora uno dei segni forti, dal punto di vista dell'immagine, del più importante evento culturale nazionale.

## Monumenti e luoghi d'interesse

### Architetture religiose
- La collegiata di Sant'Antonio Abate, nell'omonima piazza.
- La chiesa di San Francesco, nella piazzetta che ne porta il nome[27].
- L'attiguo ex convento di San Francesco dai due chiostri colonnati, oggi sede principale dell'Alta scuola pedagogica, è un complesso rielaborato più volte nel corso del tempo. Di presunta fondazione Trecentesca (1229),[13] venne adicalmente trasformato e ingrandito tra il 1892 e il 1894, dapprima per ospitare il ginnasio cantonale, poi, dopo ulteriori metamorfosi, l'Istituto magistrale cantonale. A pianterreno dell'antica ala sud (l'odierno corpo centrale) degna di nota è la sala, già refettorio dei frati,[13] interamente affrescata dal locarnese Antonio Baldassarre Orelli[13] (1669-1731) nel 1716. Fu da una delle celle di questo convento che, nel 1480, fra' Bartolomeo da Ivrea vide la Vergine, poi detta del Sasso perché apparsagli su una rupe sovrastante, su cui venne in seguito edificato il santuario.

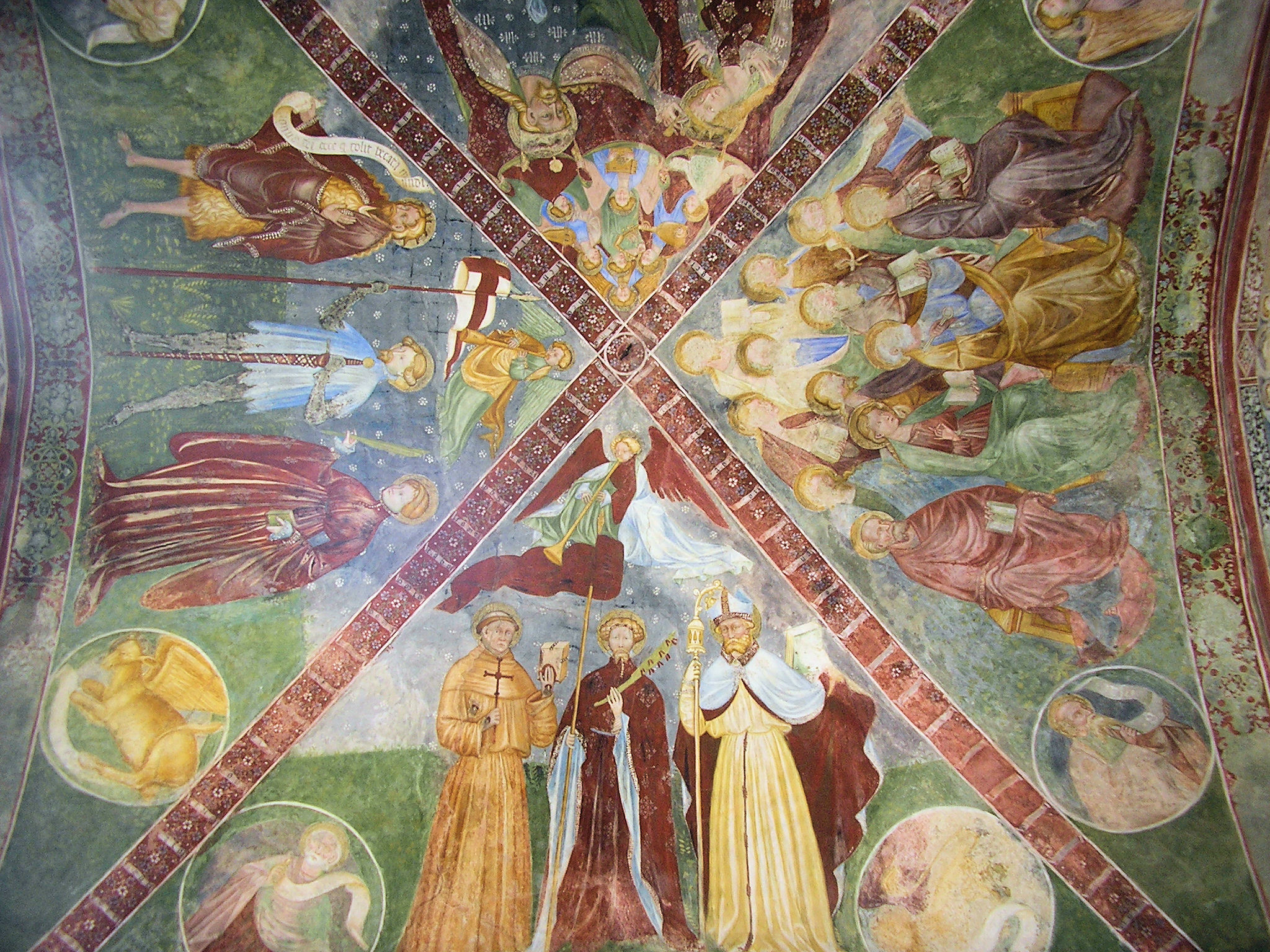
Affreschi di Santa Maria in Selva

- Il monumento funebre di Giovanni Orelli, in Piazza San Francesco.
- La chiesa di Santa Maria Assunta (Chiesa Nuova) e l'attigua Casa dei canonici (risalente al 1600 c.ca)[13], in Via Cittadella.
- La chiesa dei Santi Rocco e Sebastiano (Sant'Eugenio), in Via Cappuccini.
- Il convento dei Cappuccini, soppresso nel 1852.
- La chiesa di Santa Caterina d'Alessandria
- Il monastero di Santa Caterina, in Via delle Monache.
- La chiesa di Santa Maria in Selva (Madonna di Misericordia), in Via Vallemaggia. Citata esplicitamente in un documento del 1º maggio 1400, venne parzialmente demolita nella seconda metà dell'Ottocento.
- L'antica chiesa di San Giorgio con annesso convento, già esistente nel 1224, poi fu distrutta da un'alluvione.
- Il cimitero sviluppatosi in occasione della peste del 1584 e ampliato nel 1835 e altre volte nei decenni successivi.

#### Quartiere di Solduno
- La chiesa di San Giovanni Battista, in Piazza Solduno. Si sa di una consacrazione nel 1385 da parte del vescovo di Como e di rimaneggiamenti nel 1582, nonché tra il 1626 e il 1636.

#### Quartiere Nuovo
- La chiesa della Sacra Famiglia, in Via Serafino Balestra. "Dopo 355 anni a Locarno si costruisce una nuova chiesa", si proclamava nel pieghevole in cui si esortava la popolazione a contribuire al finanziamento dell'erigendo centro religioso.

#### Quartiere di Monti della Ss. Trinità
- La chiesa della Santissima Trinità dei Monti, sita ai monti della Trinità, nell'omonima piazza.

### Architetture civili

#### Città Vecchia

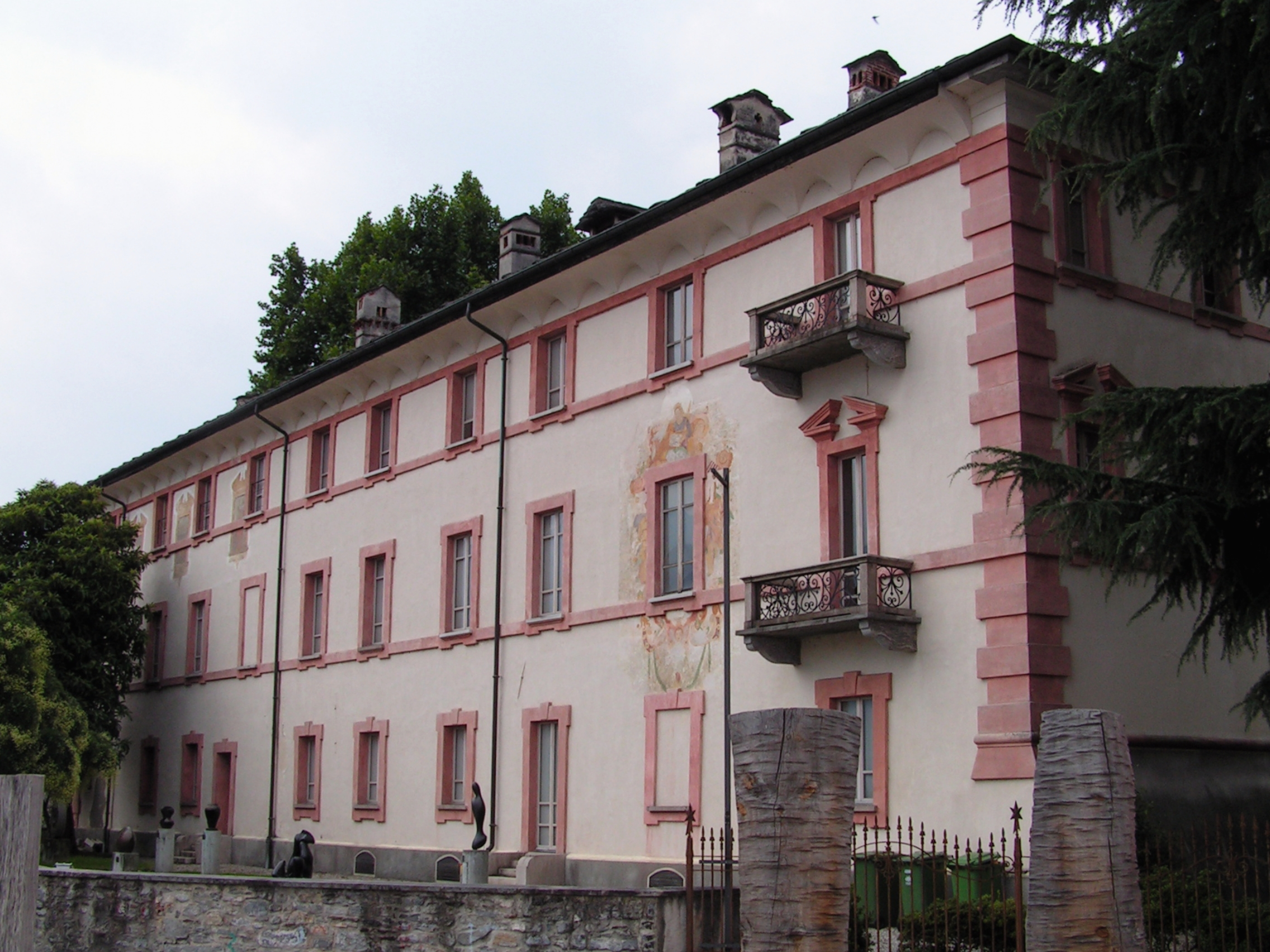
La Casorella

- La Casorella, (ora di proprietà comunale) è un imponente palazzo signorile sorto nel XVI secolo per conto di Melchior Lussy,[13] su un'area originariamente occupata dal castello. Di pregevole fattura sono le decorazioni che ornano il sontuoso salone d'onore, con significativi interventi del pittore brissaghese Giovanni Antonio Caldelli (1721-1790) e del collega locarnese Giuseppe Antonio Felice Orelli (1706-1776 circa), nonché gli stucchi della loggetta che si affaccia sul cortile, attribuiti all'asconese Giovanni Battista Serodine (1589/1590-1624) (fratello maggiore di Giovanni Serodine) e forse risalenti al 1615.

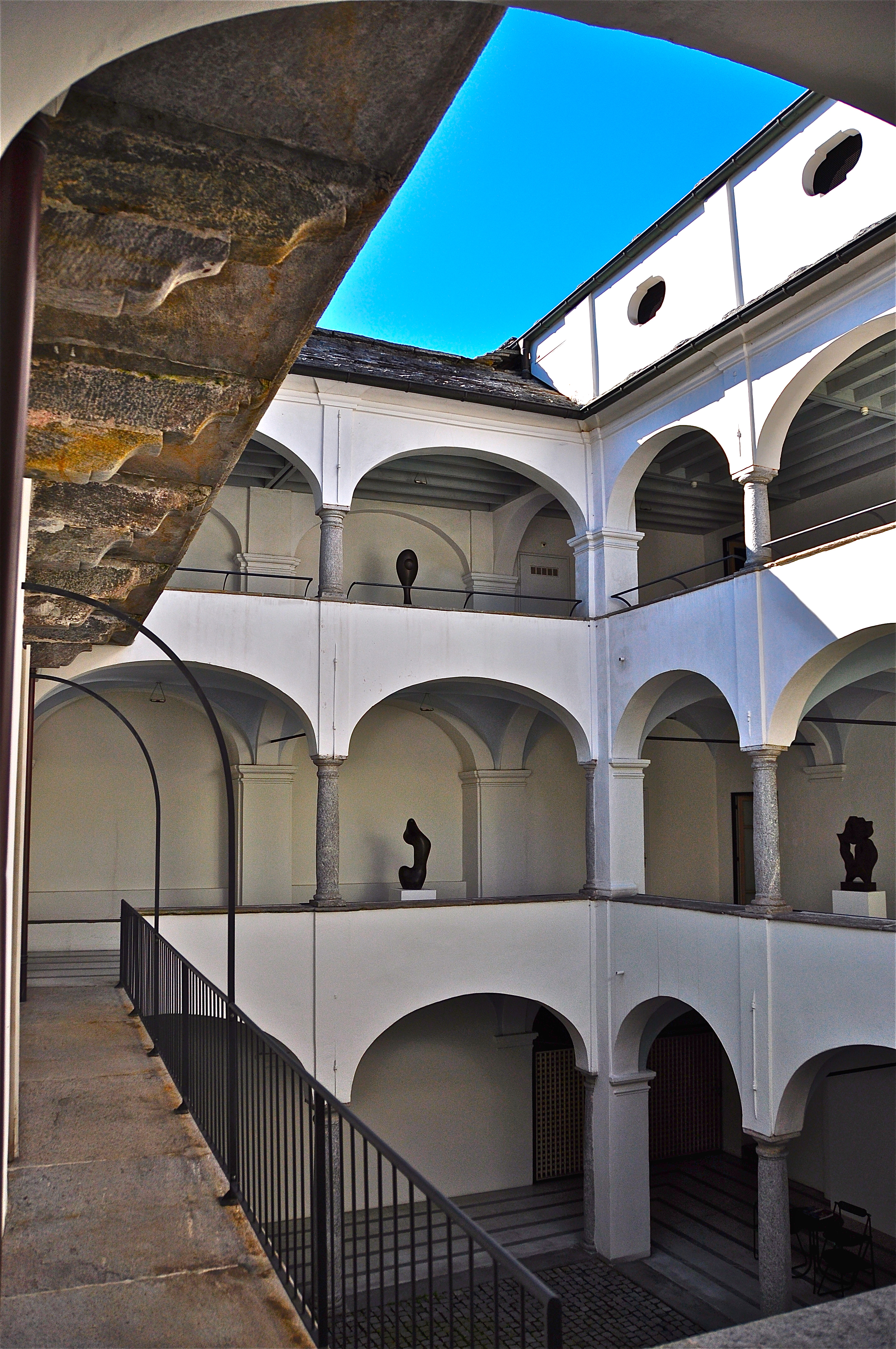
Loggiati interni di Casa Rusca

- Pinacoteca comunale Casa Rusca, in Piazza Sant'Antonio. Pinacoteca civica che custodisce le collezioni di Hans Arp e Marguerite Arp, il lascito Nesto Jacometti, la donazione Giovanni Bianconi, la donazione Rudolf Mumprecht, la donazione Emilio Maria Beretta e una collezione di tele del locarnese Filippo Franzoni (1857-1911), ragguardevole esponente del movimento detto della scapigliatura.
- L'ospedale La Carità occupa la sede di un antico edificio[28].
- La casa Roggero, d'origine medievale.
- La casa Simona, già Reschigna è un palazzo risalente ai secoli XVI-XVIII.

- l'Abergo Antico Giardinetto;
- l'Antica casa Orelli;

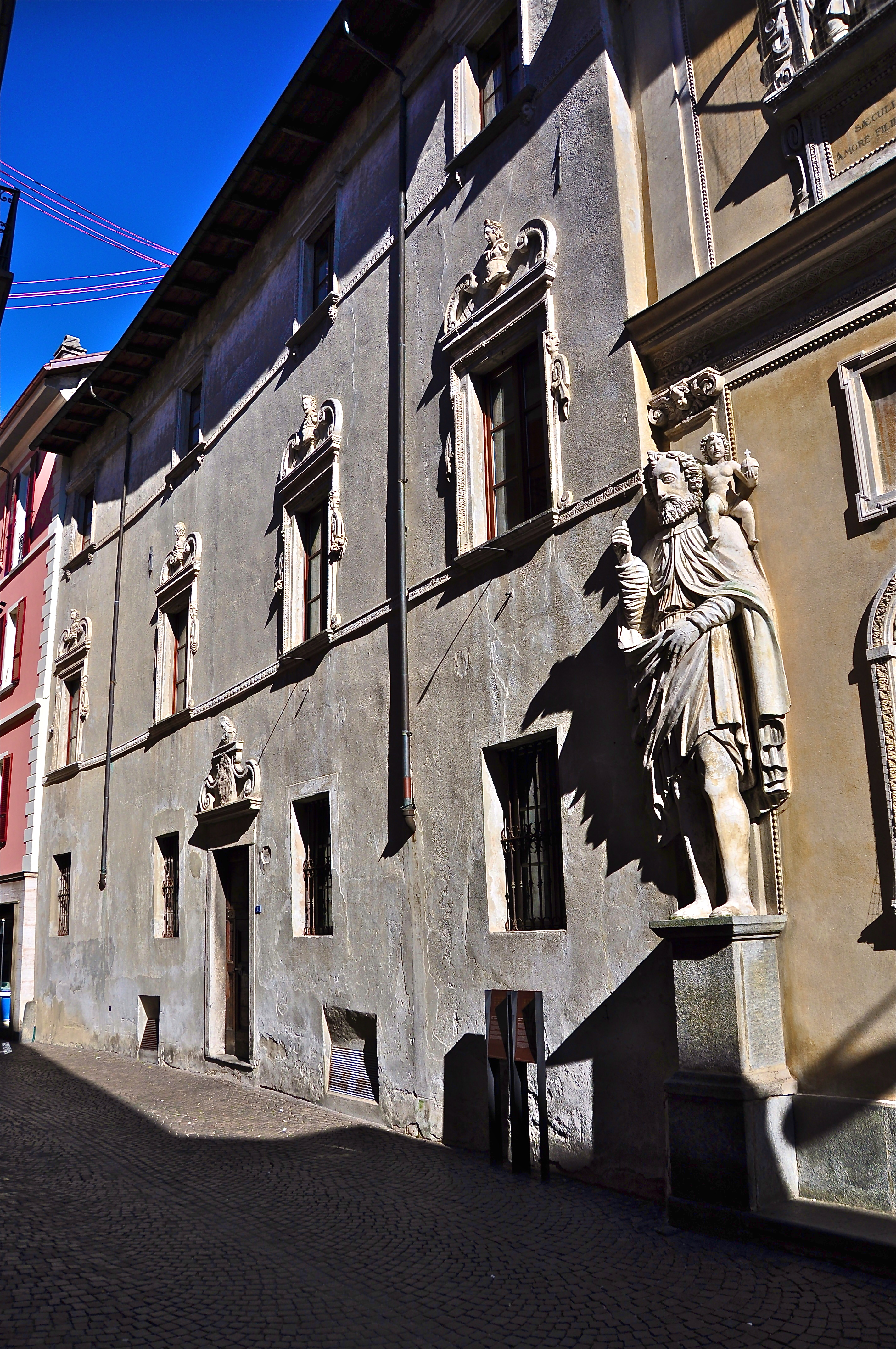
La casa dei canonici

- la Casa dei Canonici, palazzo d'origine forse cinquecentesca
- il gruppo scultoreo in bronzo del 2001, nella piazzetta della Farmacia Lafranchi, è opera dello scultore Pedro Pedrazzini di Campo.
- l'antica casa Rusca, rielaborata nel Settecento,[13] con cantine medievali e portale cinquecentesco;
- Il monumento a Giovanni Battista Pioda, in Piazza San Francesco, opera di Antonio e Giuseppe Chiattone, del 1897
- Il palazzo del conte Giovanni Nicolò Rusca, in via Panigari/piazzetta de Capitani, risalente ai secoli XIV-XV
- Il Palazzo Franzoni, nel Vicolo Cappuccini, del XVII secolo

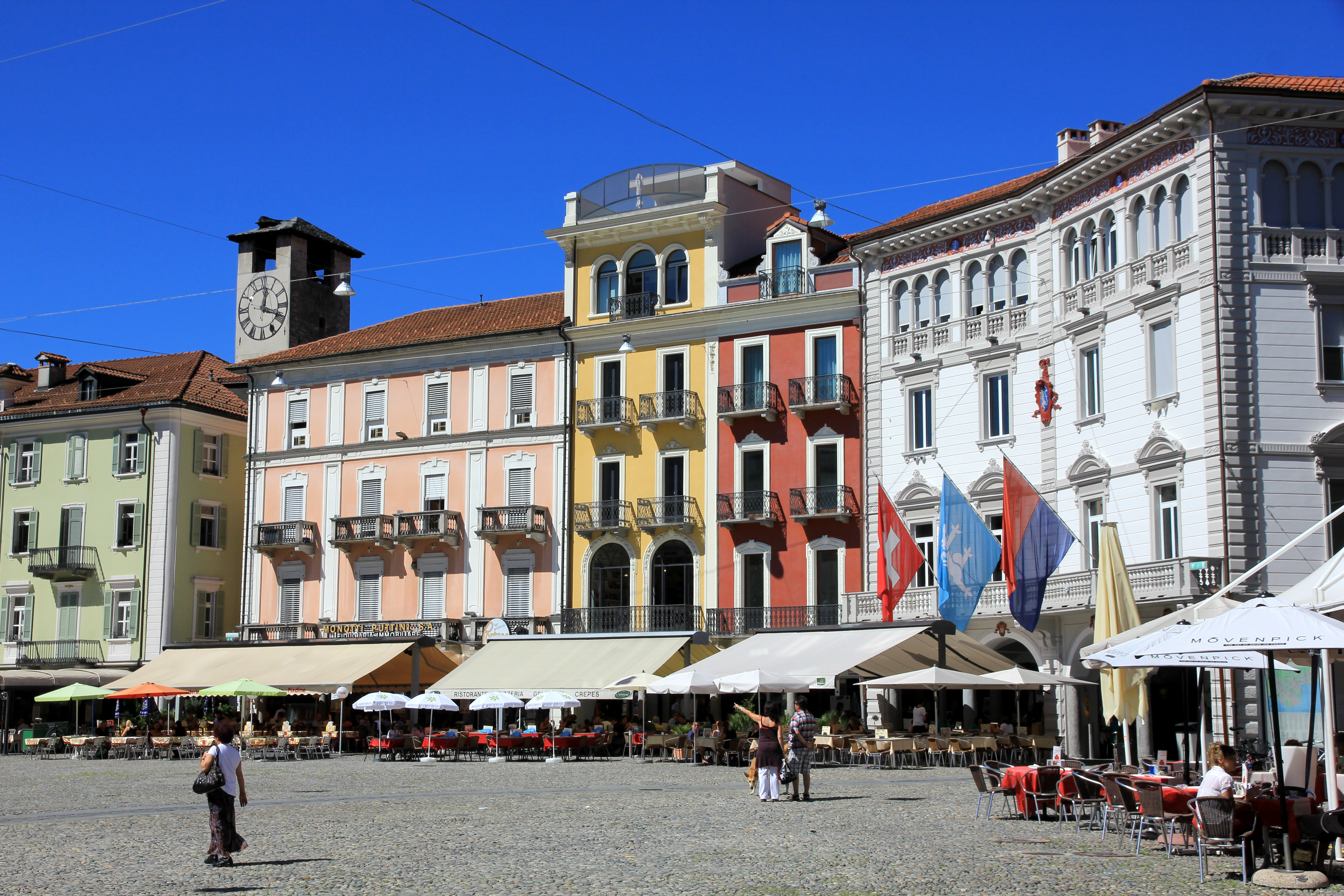
La Piazza Grande

- La Piazza Grande. Eccone l'efficace descrizione che ne fa l'eclettico scrittore, storico e critico d'arte locale Piero Bianconi (1899-1984): «Per fortuna, e quasi si vorrebbe dire miracolosamente, ha mantenuta pressoché intatta, salvo qualche lieve sgarro, la lunga e compatta e flessibile sfilata di case che la limitano a monte: la torre civica pare che le sorvegli perché stiano ben serrate. [...] Sono case che a prenderle una a una non hanno niente di singolare, sono mediocri, né belle né brutte, e senza grandi variazioni tra loro; ma così strette insieme e unanimi fanno un bellissimo vedere, la loro bellezza nasce dal ritmo che le unisce, dalla coerente continuità: sono come parole usuali, di tutti i giorni, unite con garbo a formare una bella frase armoniosa.»[29]
- la Torre civica, della metà del secolo XIV[30];[31]
- il Palazzo della Società Elettrica Sopracenerina, ex Palazzo Governativo sito sul fronte meridionale di Piazza Grande, eretto nel biennio 1837-1838 da Giuseppe Pioda per la Società degli Azionisti del Palazzo Governativo, sede del governo cantonale tra il 1839 e il 1878

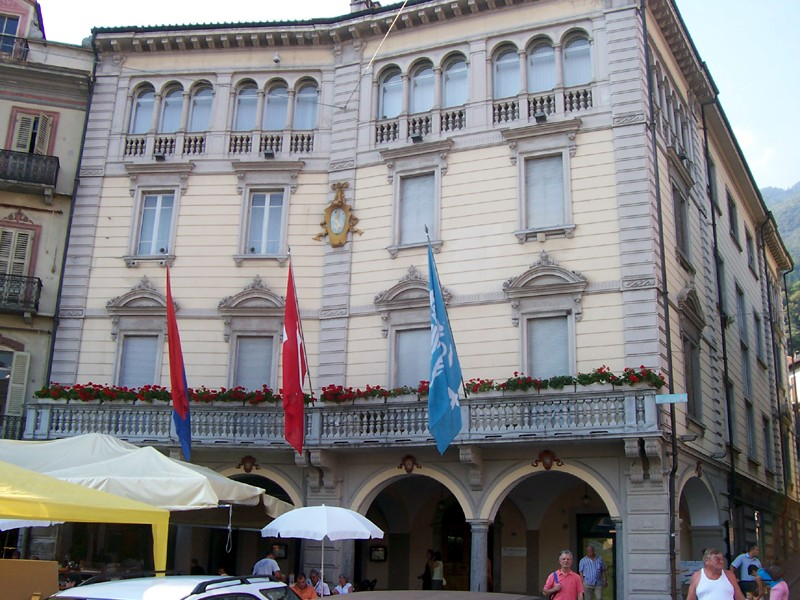
Il Palazzo comunale

- il palazzo municipale settecentesco, già della famiglia Marcacci, adibito a sede comunale nel 1855 e riedificato negli anni 1896-1897[30];

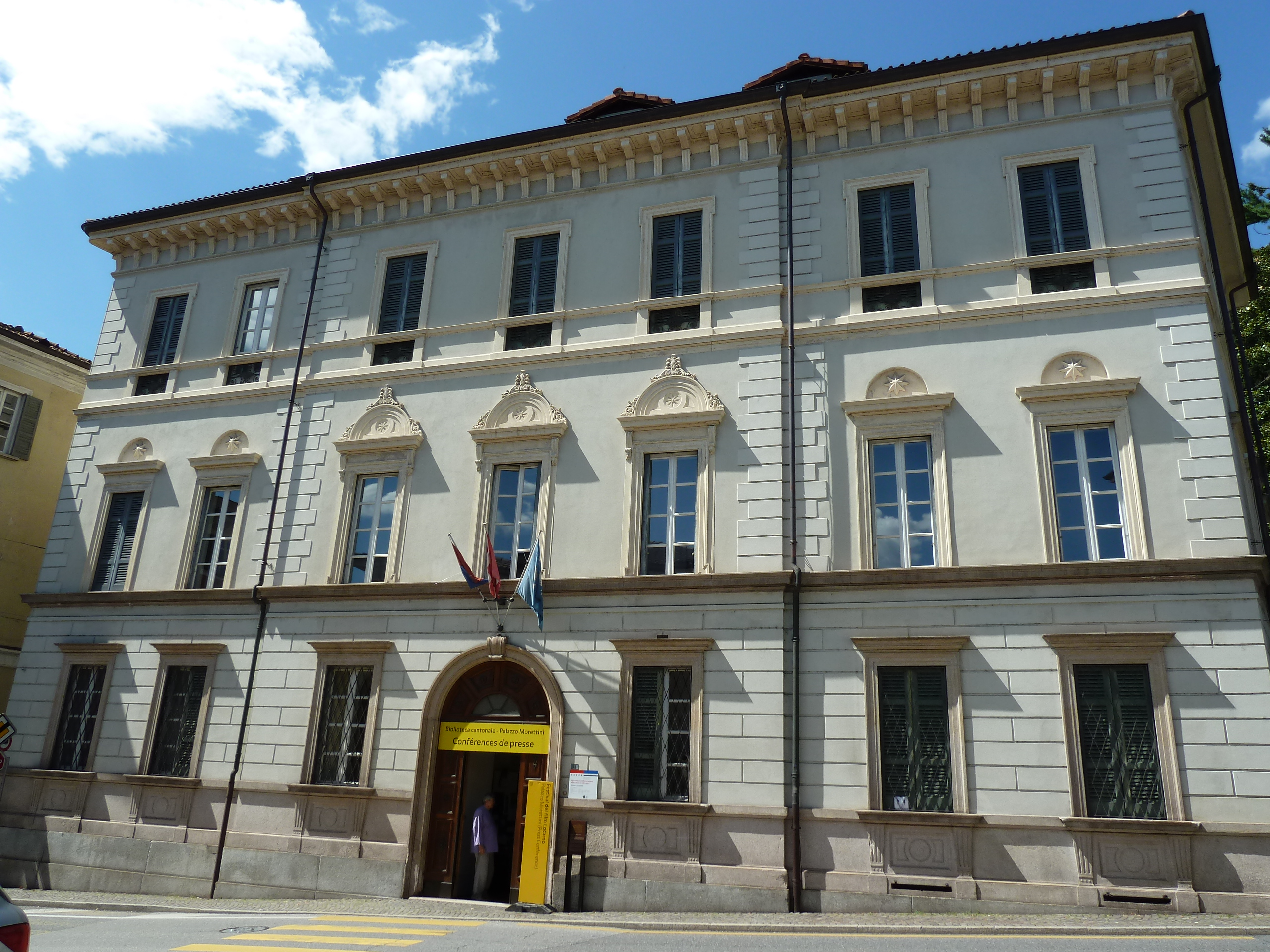
Il Palazzo Morettini

- il Palazzo Morettini (Biblioteca cantonale), edificio risalente al 1709
- Il seicentesco Palazzo Franzoni
- la Casa del Negromante, il cui appellativo deriva da Giovan Battista Orelli detto il Negromante che qui visse nel XVIII secolo
- Il monumento al barone Giovanni Antonio Marcacci, in Piazza Sant'Antonio, scolpito da Alessandro Rossi nel 1857.

#### Quartiere Campagna
- L'antica Casa Franzoni, ora Fiori, in via Vallemaggia, del 1673

#### Quartiere Nuovo
- Ghisla Art Collection, museo e fondazione d'arte moderna e contemporanea

#### Quartiere di Solduno
- Necropoli dell'età del ferro e d'epoca romana.

### Architetture militari

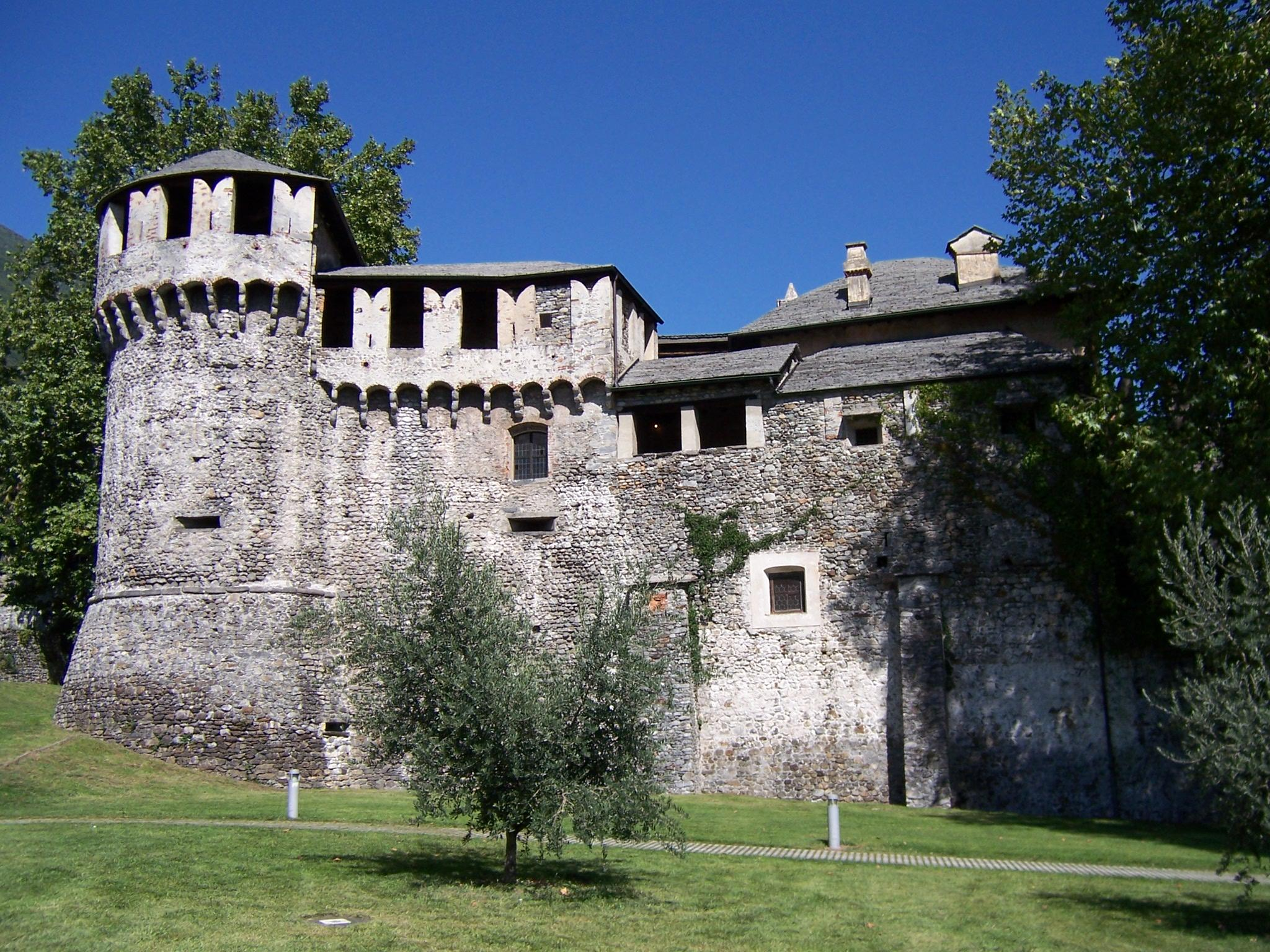
Il Castello Visconteo visto da ovest

- Le vestigia del Castello Visconteo (XIII-XV secolo), con merlatura ghibellina
- Il Rivellino del XVI secolo, struttura militare progettata da Leonardo da Vinci

### Musei e gallerie d'arte
- Pinacoteca Comunale Casa Rusca
- Ghisla Art Collection, museo e fondazione d'arte moderna contemporanea
- Fondazione Marguerite Arp
- Museo Civico e Archeologico, situato nel Castello Visconteo
- Fondazione Remo Rossi

### Altre opere d'arte
Nei musei e nei conventi sono inoltre conservate le seguenti opere d'arte:
- l'olio su tela con la Adorazione dei Magi;
- il dipinto con l'Annunciazione;
- il dipinto con l'Assunzione della Vergine;
- il dipinto raffigurante L'elemosina del sarto Candolfo;
- l'affresco col Busto di San Cristoforo col Bambino;
- il dipinto con la Madonna col Bambino, Sant'Anna, il papa Sisto V e un Santo vescovo;
- un ex voto raffigurante la Madonna di Re e donna orante;
- un ex voto raffigurante la Madonna di Re e il committente;
- il dipinto col la Nascita della Vergine;
- il dipinto con la Madonna incoronata coi santi Carlo Borromeo e Lucia;
- il dipinto coi Santi Crispino e Crispiniano;
- il dipinto con san Felice di Valois e san Giovanni de Matha;
- il dipinto col la Visione di san Filippo Neri;
- il dipinto con San Giovanni di Mata che riscatta due prigionieri cristiani;
- il dipinto con la Madonna col Bambino appare a San Rocco in carcere;
- il dipinto con San Sebastiano che riceve la palma del martirio;
- il dipinto con San Giacomo il Maggiore e san Filippo apostolo adoranti i Sacri cuori di Gesù e Maria;
- il dipinto con lo Sposalizio della Vergine;
- il dipinto con lo Stemma della Corporazione borghese;

## Società

### Evoluzione demografica
Abitanti censiti

## Cultura

### Istituti di ricerca
- Istituto Ricerche Solari Locarno (IRSOL), è un istituto internazionale di ricerca astronomica focalizzato sulla fisica solare, dal 2015 è associato all'Università della Svizzera italiana a Lugano

### Istruzione
- A Locarno ha sede il Dipartimento formazione e apprendimento della Scuola universitaria professionale della Svizzera italiana (SUPSI).
- Il Palazzo del Cinema di Locarno ospita il CISA (Conservatorio Internazionale di Scienze Audiovisive), la Scuola Specializzata Superiore fondata da Pio Bordoni per cineasti in cinema e televisione.
- A Locarno si trova il Centro professionale sociosanitario medico-tecnico, con formazioni di grado secondario II e terziario non universitario riferite alle attività medico-tecniche dell'area della diagnostica e dell'assistenza.

### Cucina
Due ricette tradizionali di Locarno sono il capiler e il piccione alla locarnese.
- Capiler, bibita a base di capelvenere (adiantum capillus-veneris), piccola felce che cresce nelle fessure delle rocce e dei muri in pietra. Dev'essere servito in acqua bollente unendovi un altro po' di caffè liquido e qualche scorzetta di limone. Veniva sorseggiato ovunque, in casa e nei ritrovi pubblici. Famoso era quello del Caffè Svizzero di piazza Grande. Era un prodotto talmente caratteristico da dare il nome pure ai re del Carnevale di Città Vecchia che per anni si alternarono, fra polemiche anche aspre, alla guida dei bagordi, per l'appunto Re Capiler e Re Relipac. "Era -così Piero Bianconi in "Locarno di ieri e d'oggi", Werner Classen Edizioni, Zurigo 1972- un blando beveraggio, caffè leggero con sciroppo di capelvenere, una buccia di limone e uno schizzetto di liquore, bevanda emblematica della città (...)." Attenzione però, il Capelvenere è una specie vegetale minacciata d'estinzione in Svizzera[33] essa gode di una protezione totale, in particolare sul territorio ticinese.[34]
- Piccione "alla locarnese".

### Eventi

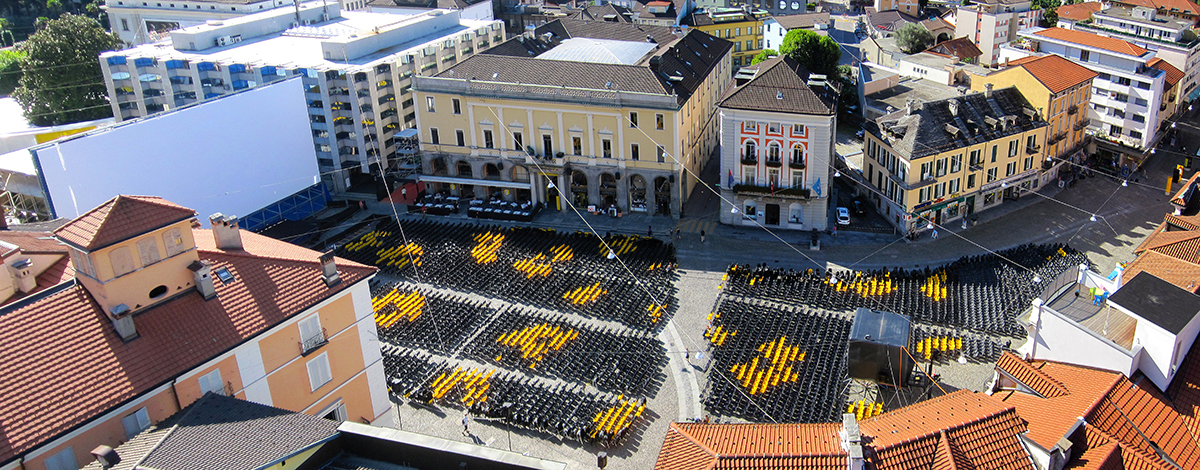
La Piazza Grande durante il Festival

- Ribellonia, Carnevale in Piazza Solduno (febbraio/marzo)
- Stranociada, Carnevale in Città Vecchia (febbraio/marzo)
- Mostra internazionale delle camelie, presso il parco omonimo (marzo/aprile)
- SlowUp Ticino, Locarno-Bellinzona (aprile)
- Brocante, mercato delle pulci e dell'antiquariato in Città Vecchia (maggio)
- Swiss Beach Volleyball, tappa del torneo in Largo Zorzi (maggio)
- Notte bianca, nel centro storico (maggio)
- Moon & Stars, concerti in Piazza Grande (luglio)
- Luci e ombre, festa pirotecnica sul lago (luglio)
- Locarno Festival (agosto)
- Triathlon, gara di resistenza pluridisciplinare nel lago e sulle strade della regione, tra le prime ad essere organizzate in Svizzera (settembre)
- Rassegna Autunno Gastronomico Lago Maggiore e Valli (settembre-ottobre)
- Bande in Piazza, esibizione di complessi bandistici in Piazza Grande (settembre)
- Settimane Musicali di Ascona., concerti di musica classica nella Chiesa di San Francesco a Locarno e nella Chiesa del Collegio Papio di Ascona (agosto-ottobre)
- Ascona-Locarno Run (ottobre)
- Mercato di Natale, in Città Vecchia (dicembre)
- Locarno on ice, pista di ghiaccio con eventi collaterali in Piazza Grande (dicembre-gennaio)

## Geografia antropica

### Impianto urbanistico
L'abitato ha preso corpo lungo la dorsale che corre alle falde della montagna, corrispondente alle odierne Vie San Gottardo, Sempione, Cappuccini, Borghese e Vallemaggia, e almeno quattro sono i punti focali riconoscibili, ovvero quelli -da est a ovest- delle attuali zone di Ceresol, San Vittore, Sant'Antonio e Passetto, in posizione prudentemente sopraelevata rispetto a lago e fiume, ma da essi non troppo discosti. L'acqua, probabilmente la ragione prima dell'esistenza di Locarno ("al centro di un vasto confluire di acque", la definisce Piero Bianconi), ne ha infatti sempre condizionato destino e fisionomia, nel bene e nel male. Una poco verosimile ma significativa etimologia vuole d'altronde che il nome derivi dal celtico Loc-ar-on, luogo situato vicino a un fiume e sulla riva di un lago (in ambito toponomastico; Virgilio Gilardoni azzarda anche l'altrettanto celtico Leukara, la bianca).
In epoca medievale il fulcro delle attività, in era preromana e romana concentrate nell'area di San Vittore a Muralto (dove resterà tuttavia, e sino al 1816, ancorato il potere religioso, ovvero il collegio dei canonici), si sposta gradualmente verso quella della collegiata di Sant'Antonio abate. Sull'asse di transito principale (Via Borghese) se ne innestano altri due di primaria importanza, che s'intersecano (Via Sant'Antonio e Via Cittadella con i rispettivi prolungamenti costituiti dalle Vie alla Motta e San Francesco). Attorno a queste strade si organizza l'insediamento, i cui limiti a sud/sud-ovest, al piede della "motta", sono fissati dal castello e dalla parata di edifici che si affacciano sulla riva del Verbano e che diventeranno il futuro fronte settentrionale di Piazza Grande.
Fino al XIX secolo e con rade eccezioni, l'ammodernamento e l'addensamento edilizio si limitano a questo circoscritto perimetro, vuoi per la progressiva perdita d'importanza del borgo, vuoi per l'impossibilità di espandersi su uno spazio soggetto come pochi alle sfuriate della natura.
La costruzione di ripari nel tentativo di ammansire la Maggia, e tra essi il cosiddetto muraccio (grosso modo dove oggi si trova Via Bernardino Luini, tra il lago e quello che fu il porticciolo fortificato del castello), consente una timida colonizzazione del delta. Nel 1828 viene scavato il naviglio che, penetrando in quello che diventerà poi Largo Franco Zorzi, stimola l'installazione di nuovi commerci e un rinnovamento delle case immediatamente a monte, di tipologia ancora medievale. Piazza Grande, slargo sino ad allora non delimitato a meridione se non da qualche piantagione, si avvia ad assumere l'odierna forma con l'erezione, nel biennio 1837-1838, del palazzo governativo, diventando contemporaneamente il baricentro della vita locale, a detrimento di Piazza Sant'Antonio. Una successiva valorizzazione del comparto seguirà nel 1869 con la realizzazione, al posto del naviglio, irrimediabilmente danneggiato dalla catastrofica alluvione del 1868, di un porto a sacco, voluto per incrementare commercio e industria e circondato da alberature secondo un preciso schema.
A determinare però la volontà di procedere ad un ambizioso cambiamento di scala è l'arrivo dei primi sbuffanti treni da nord, con a bordo il loro carico di turisti, e, soprattutto, l'arginatura del fiume, che tra il 1891 e il 1907 ridisegna l'intero assetto del comprensorio. Al biennio 1893-1894 risale il piano del consulente comunale Giovanni Rusca, che non solo permetterà l'espansione verso sud-est e sud-ovest dei limiti edificabili, ma che, con la sua adozione, seppure nella versione edulcorata del 1898, modificherà equilibri e gerarchie urbane. Sullo spazio appena conquistato, a fronteggiare la Città Vecchia, sorgono infatti stabili di contenuto pubblico, come il nuovo palazzo postale (1900, oggi sede della banca UBS), il teatro (1902), il pretorio (1908), ma anche, in posizione più periferica, perché destinati a meno nobili attività, la palestra (1904) e il nuovo macello (1910). La fitta rete di strade e piazze (queste poi ridotte all'unica Piazza Fontana Pedrazzini) progettata dall'ingegner Rusca, benché secondo un concetto per certi versi già allora superato, fa dell'area in questione una sorta di laboratorio, esempio quasi esclusivo nel panorama urbanistico elvetico. A est la sua severa ortogonalità, bella dov'è rigorosa, si scontra con la sinuosità del lungolago in un rapporto mai risolto (manca il generoso "cuscinetto" di giardini pubblici previsto dalla versione originaria), mentre a sud e ad ovest si stempera in un disegno che si fa sempre più incerto e confuso.
Parallelamente al formarsi del Quartier Nuovo, gli altri cambiano morfologia. E anche in questo contesto non si può non parlare dell'evoluzione che subiscono Muralto e Orselina, volenti o nolenti sempre più intimamente allacciati alla città, da un lato perché ne accolgono una parte dei servizi (in primis il capolinea della "Gotthardbahn", attorno al quale si ridistribuiscono determinate funzioni sovracomunali) e dall'altro perché i più rinomati alberghi (a partire dal gigantesco, per la realtà locale, Grand Hotel Locarno) vi trovano privilegiata sede. Se la collina, dai Monti della Trinità a Brione Verzasca, si "specializza", sacrificando i suoi vigneti al turismo, a lago si edificano anche le abitazioni di una nascente e agiata borghesia legata all'ulteriore sviluppo di industria e commercio. Zone meno pregiate subiscono di riflesso queste dinamiche, espandendosi però in modo caotico. Ad esempio, la Campagna, a ovest, cresce, andandosi a congiungere con Solduno, sulle tracce di una parcellizzazione di stampo agricolo, solo vagamente disciplinata dagli assi costituiti da Via Vallemaggia (la direttrice storica) e dalle novecentesche Via Bartolomeo Varenna e Via Alberto Franzoni, quest'ultima fiancheggiante la linea ferroviaria per la Vallemaggia e le Centovalli e quindi anche l'oggi scomparsa stazione di Sant'Antonio, nelle cui vicinanze sorgono come logica reazione stabili destinati ad attività artigianali e piccole fabbriche. Indirizzi che non cambiano in tempi più recenti, ma che, semmai, vengono esasperati con la speculazione degli anni sessanta e settanta del secolo scorso.
Nel 1976 il Gran Consiglio ticinese vota i crediti per procedere alla prima tappa del piano viario del Locarnese (di cui si discuteva da un decennio), comprendente il tronco Piazza Castello-San Materno, collegamento a carattere autostradale che, scavalcando la Maggia, va ad affiancare il solo fino ad allora esistente tra la città e Ascona, Ronco sopra Ascona, Brissago e la sponda piemontese del Verbano. È la premessa per la realizzazione, concretizzatasi nel 2001, della grande rotonda, un vuoto di 100 metri di diametro escogitato dall'architetto Aurelio Galfetti. Quest'arena, assurta a principale porta d'ingresso, è destinata a divenire il perno della riorganizzazione urbanistica del comparto, fungendo da cerniera tra contrade i cui limiti non si erano mai armoniosamente amalgamati.
Un accenno lo merita anche Solduno, già appartenente, come altre "vicinanze", alla "Magnifica Comunità di Locarno" e tornato nella più stretta orbita del capoluogo, dapprima come frazione e poi come quartiere, dopo essere stato comune indipendente (nell'accezione moderna del termine) dal 1803 al 1928. L'interesse risiede nel carattere rurale del nucleo, tuttora perfettamente leggibile, con il suo piacevolmente disordinato dedalo di vicoli e viuzze, mentre a est il resto del territorio si è da tempo saldato con quello già fittamente costruito dei rioni di Sant'Antonio/In Selva e Campagna.

## Infrastrutture e trasporti

### Ferrovie
La Stazione centrale di Locarno si trova ufficialmente sul territorio del Comune di Muralto, ma la città ospita cinque altre stazioni ferroviarie. Nel polo di sviluppo economico del quartiere di Riazzino si trova l'omonima stazione delle Ferrovie federali, che nel 2009 ha sostituito, nell'ambito del servizio viaggiatori, la stazione di Riazzino-Cugnasco, la quale sino ad allora aveva anche detenuto il primato di stazione svizzera posta alla quota altimetrica più bassa. La giurisdizione comunale si estende infatti sino al Piano di Magadino in mezzo a cui scorre il fiume Ticino. Questa porzione di territorio, strappata alle acque grazie alle bonifiche ottocentesche, è anche più vasta del settore urbano. Vi trovano spazio biotopi palustri protetti, agricoltura, vie di comunicazione, l'aeroporto e industrie.
Sul territorio di Locarno si trovano inoltre quattro stazioni ferroviarie della linea Domodossola-Locarno, il celebre treno panoramico, meglio noto come Centovallina, che collega Locarno con la città di Domodossola e la Svizzera romanda.

### Aeroporti
La città è servita dall'Aeroporto cantonale di Locarno, situato nel Parco del Piano di Magadino nei pressi del Lago Maggiore. È il più importante aeroporto per movimenti aerei totali tra i 44 aerodromi della Confederazione non aperti al regolare traffico di linea. La sua rilevanza è data anche dalla sua funzione di aeroporto-scuola sia civile sia militare. A Locarno si possono seguire le formazioni per: volo a vela, aeromobili plurimotore, paracadutismo, elicotteri e aeromobili monomotore. Inoltre, è l’unico aeroporto dedicato all'istruzione base per i piloti e i paracadutisti militari.

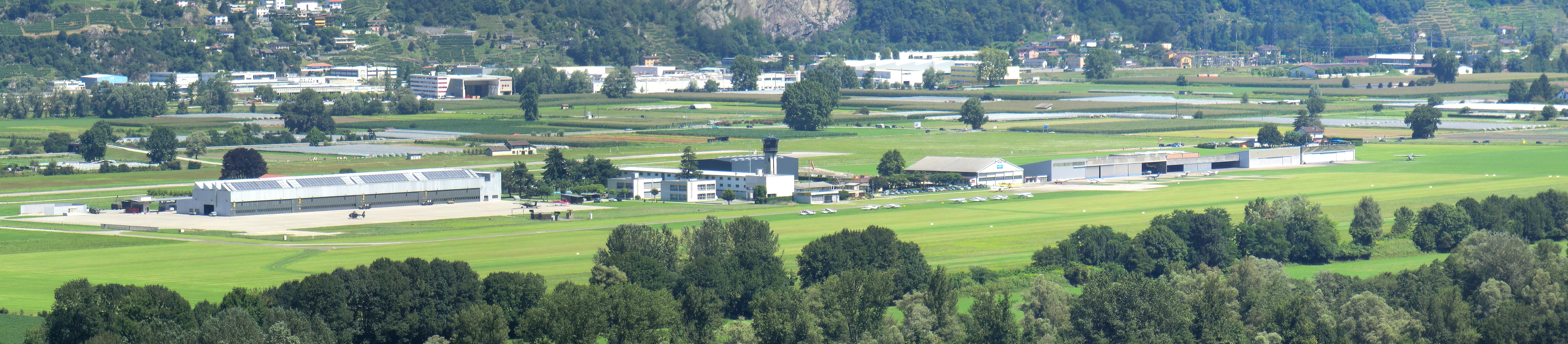
Panorama dell'aeroporto cantonale di Locarno

### Trasporti pubblici
Dalla piattaforma d'interscambio costituita dalla stazione FFS partono o passano 11 linee urbane e suburbane. Otto, inclusa anche quella ferroviaria per le Centovalli e Domodossola, sono gestite dalle FART, le Ferrovie e Autolinee Regionali Ticinesi, (315 Stazione FFS-Cavergno Posta, 316 Stazione FFS-Brissago Brenscino, 314 Stazione FFS-Ronco s/A Posta, 312 Via della Pace-Mergoscia Posta, 1 Ascona Posta-Tenero Brere, 2 Lido-Stazione FFS -via Brione s/M, Orselina e Monti della Trinità, o inversamente, seguendo un percorso circolare-, 7 Stazione FFS-Losone Zandone e ** Stazione FFS-Camedo→Domodossola). Una linea (311 FEVI-Bellinzona Stazione FFS) è servita sia dalle FART sia da AutoPostale Ticino. Infine, due linee sono affidate ad AutoPostale Ticino (Stazione FFS-Russo e Via della Pace-Sonogno).
La fascia collinare (Madonna del Sasso, Orselina, Monti della Trinità) è raggiungibile anche tramite la Funicolare Locarno-Madonna del Sasso con partenza da Viale Francesco Balli.
La montagna (Brè, San Bernardo e Cardada) è accessibile tramite la funivia che sale da Via Santuario.
Tenero, la riviera di Gambarogno, Ascona, Porto Ronco, Brissago e le sue isole possono essere raggiunti per mezzo dei battelli della NLM, la Navigazione Lago Maggiore, che hanno il loro approdo in Viale Giuseppe Motta.

## Amministrazione
Di seguito l'elenco dei primi cittadini della città di Locarno dal 1803
| Periodo | Periodo | Primo cittadino            | Partito | Carica  | Note |
| ------- | ------- | -------------------------- | ------- | ------- | ---- |
| 1803    | 1804    | Bartolomeo Varenna         |         | Sindaco |      |
| 1805    | 1815    | Giuseppe Franzoni          |         | Sindaco |      |
| 1815    | 1831    | Francesco Fanciola         |         | Sindaco |      |
| 1831    | 1839    | Gian Gaspare Nessi         |         | Sindaco |      |
| 1839    | 1840    | Pietro Bustelli            |         | Sindaco |      |
| 1840    | 1845    | Bartolomeo Rusca           |         | Sindaco |      |
| 1845    | 1848    | Giuseppe Mariotta          |         | Sindaco |      |
| 1848    | 1849    | Pietro Romerio             |         | Sindaco |      |
| 1849    | 1855    | Felice Bianchetti          |         | Sindaco |      |
| 1855    | 1861    | Luigi Rusca                |         | Sindaco |      |
| 1861    | 1862    | Pietro Romerio             |         | Sindaco |      |
| 1862    | 1865    | Luigi Rusca                |         | Sindaco |      |
| 1865    | 1880    | Bartolomeo Varenna         |         | Sindaco |      |
| 1880    | 1892    | Giuseppe Volonterio        |         | Sindaco |      |
| 1892    | 1895    | Giovan Battista Volonterio |         | Sindaco |      |
| 1895    | 1914    | Francesco Balli            |         | Sindaco |      |
| 1914    | 1916    | Giovanni Pedrazzin         |         | Sindaco |      |
| 1916    | 1929    | Vittore Pedrotta           |         | Sindaco |      |
| 1929    | 1961    | Giovan Battista Rusca      |         | Sindaco |      |
| 1961    | 1979    | Carlo Speziali             |         | Sindaco |      |
| 1979    | 1996    | Diego Scacchi              |         | Sindaco |      |
| 1996    | 2004    | Marco Balerna              |         | Sindaco |      |
| 2004    | 2015    | Carla Speziali             |         | Sindaco |      |
| 2015    | 2024    | Alain Scherrer             |         | Sindaco |      |
| 2024    |         | Nicola Pini                |         | Sindaco |      |

### Gemellaggi
Locarno è gemellata con 10 città del mondo:
- Bruges, dal 1954;
- Nizza, dal 1954;
- Norimberga, dal 1954;
- Venezia, dal 1954;
- Montecatini Terme, dal 1964 (gemellaggio filatelico);
- Karlovy Vary, dal 1965;
- Lompoc, dal 1972;
- Urbino, dal 1976-78;
- Vevey, dal 1981-83;
- Gagra, dal 1987.

### Altre informazioni amministrative

#### Comuni aggregati a Locarno
Il 31 agosto 2004 è stato abbandonato il progetto di aggregazione per il nuovo comune di Cugnasco-Gerre al fine di unire a Cugnasco e Gerra Verzasca anche le locarnesi Gerre di Sotto. L'idea è stata accantonata a causa del voto contrario della popolazione della città, che non ha voluto perdere la sua frazione.
Nel corso del 2005, sono state raccolte le firme necessarie per l'iniziativa popolare volta a promuovere uno studio inerente alla fusione con alcuni dei comuni limitrofi: Muralto, Minusio, Orselina, Brione sopra Minusio ed eventualmente Tenero-Contra e Mergoscia. Lo scopo primario di questo matrimonio sarebbe di creare un polo di circa 30 000 abitanti, più forte economicamente e con più voce in capitolo a livello cantonale e federale.
Chiamati alle urne il 30 settembre 2007, i ticinesi hanno rifiutato di concedere all'agglomerato, il solo delle sue dimensioni a non essere allacciato alla rete viaria nazionale, il completamento del collegamento (A13) con l'autostrada A2.
Il 25 settembre 2011 la popolazione ha bocciato in votazione consultiva il progetto di aggregazione della Sponda sinistra della Maggia. Solo in due (Locarno e Mergoscia) dei sette Comuni (gli altri 5 sono Minusio, Muralto, Orselina, Brione s/Minusio e Tenero-Contra) i voti favorevoli sono stati la maggioranza. Il progetto è stato dunque abbandonato dal Consiglio di Stato.

## Sport

### Calcio
La squadra di calcio della città di Locarno è il FC Locarno che milita attualmente, dopo il suo fallimento avvenuto nel 2018, nella seconda lega interregionale, quinta serie del calcio svizzero 

## Galleria d'immagini

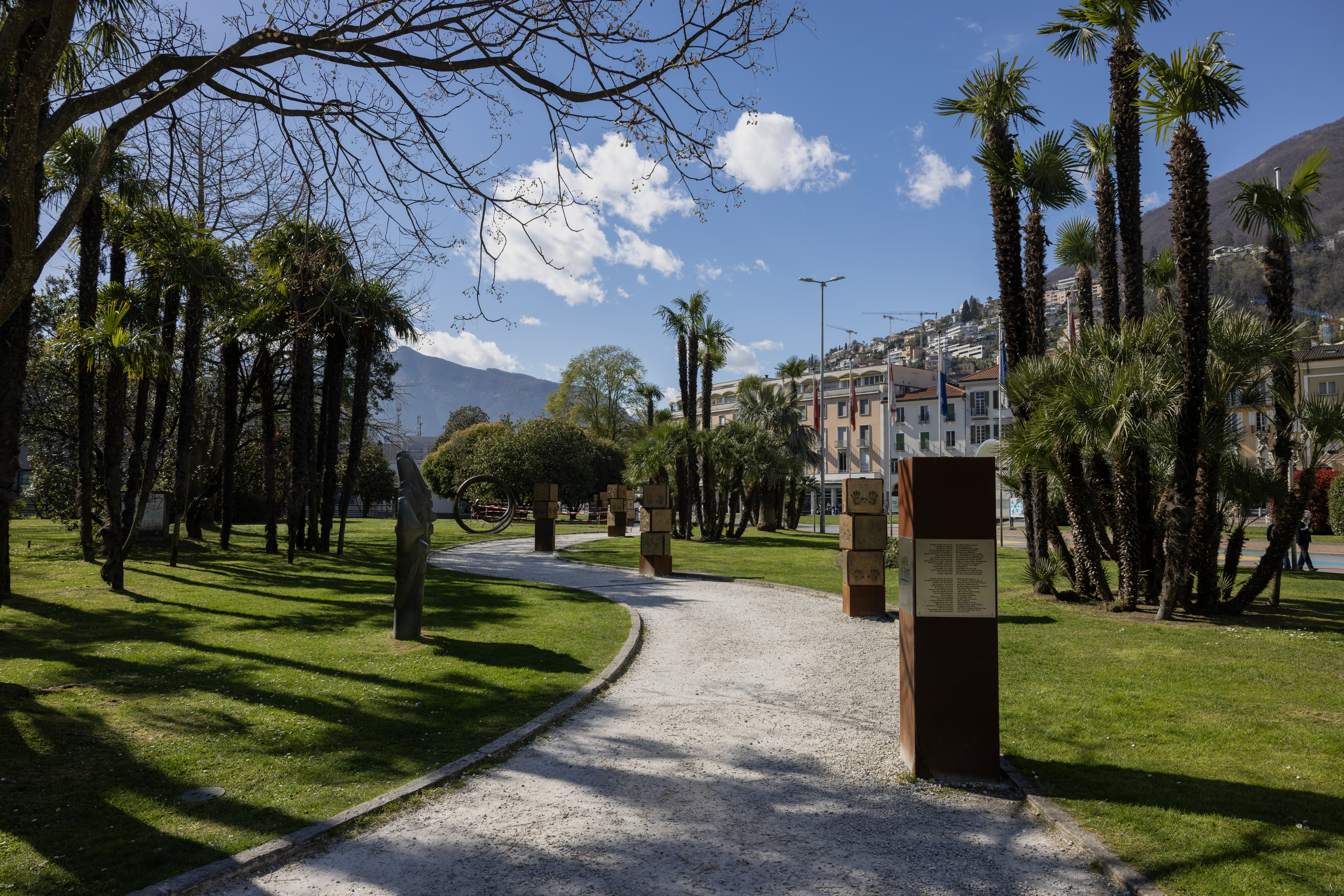
La Walk of Fame di Locarno raccoglie le impronte di alcuni dei grandi musicisti che sono passati da Locarno in occasione del festival musicale Moon and Stars.
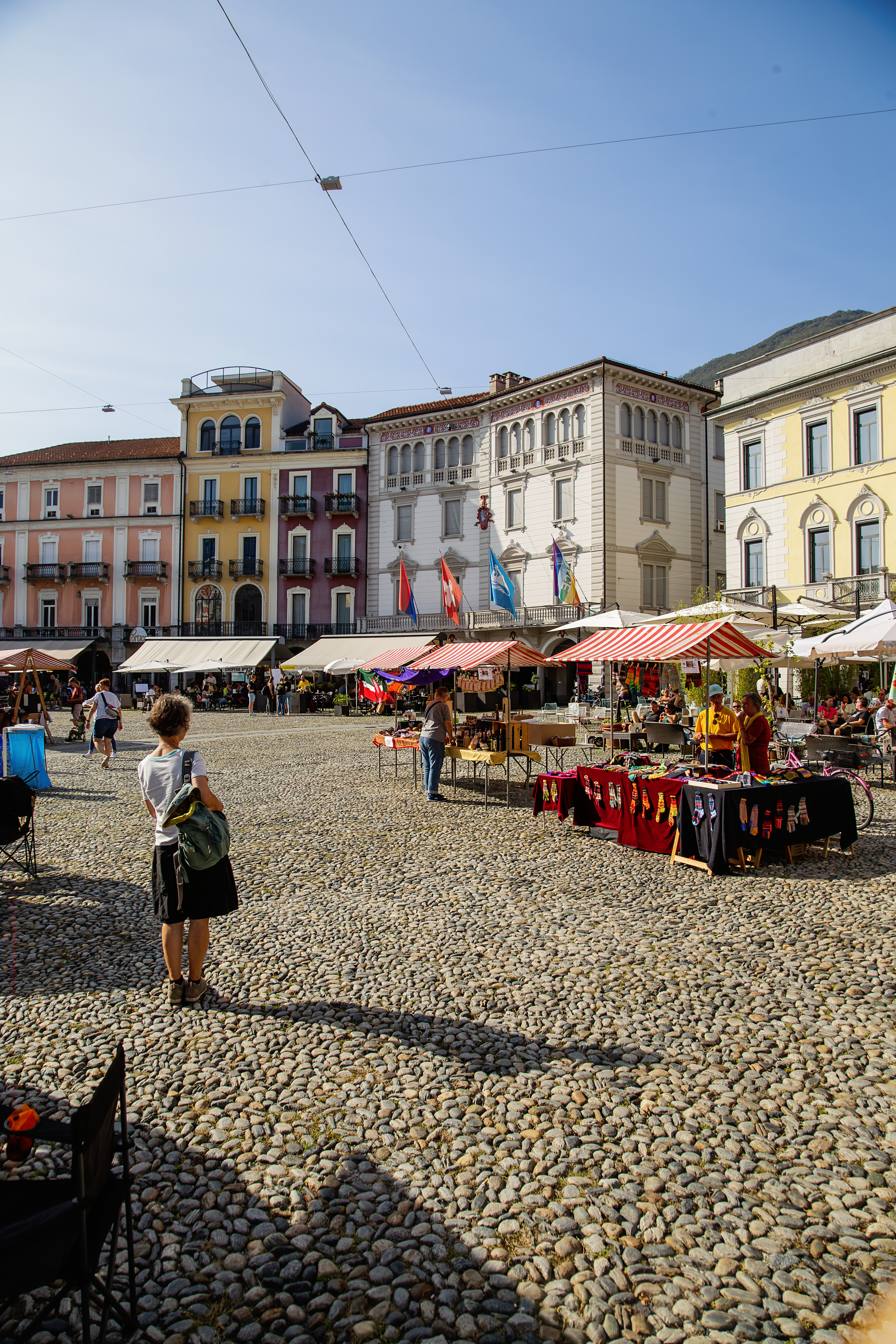
Cuore e punto di riferimento di Locarno. Un luogo d’incontro per gli ospiti e per la gente del posto, dove hanno luogo tanti grandi eventi.
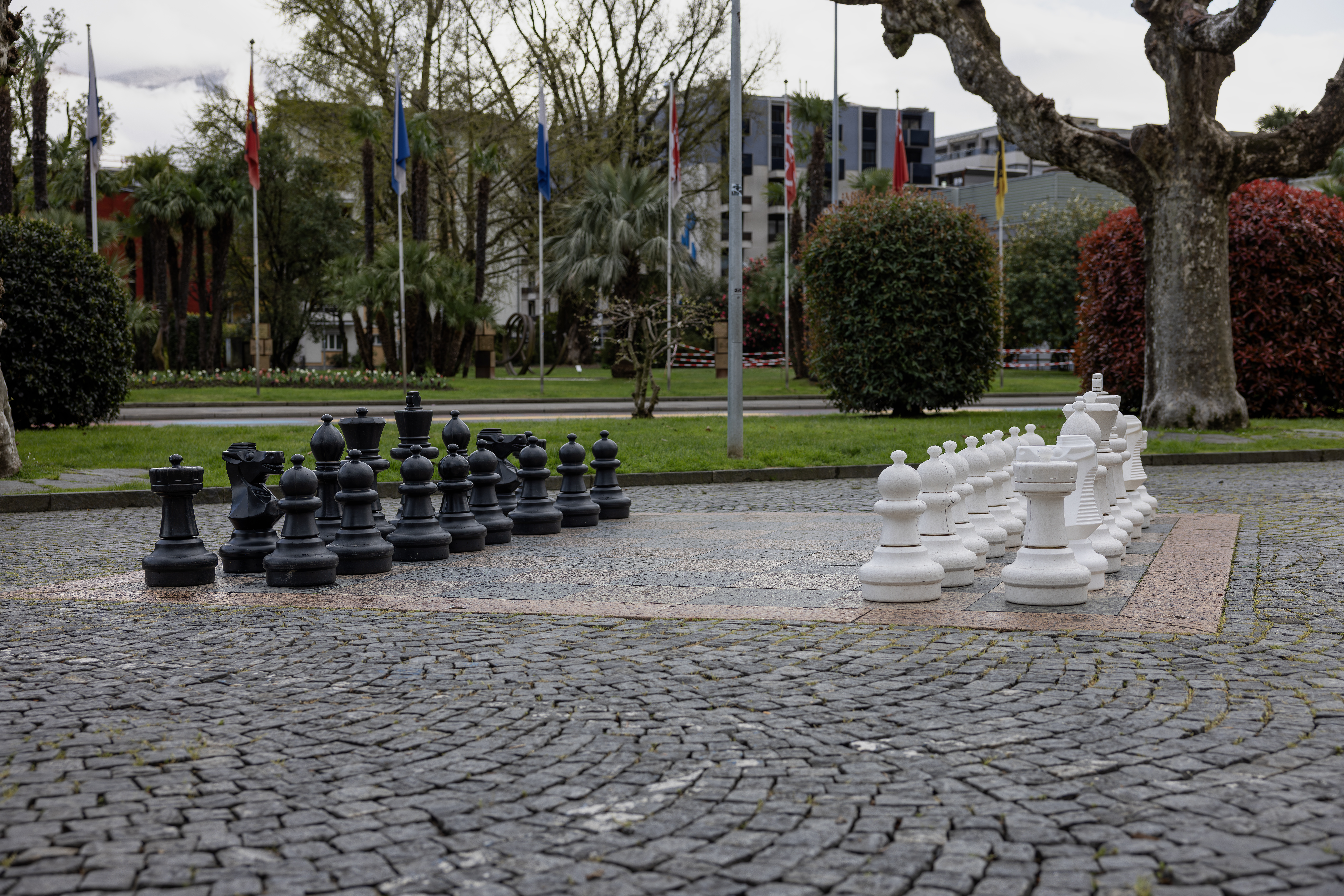
Gioco di scacchi di strada con pezzi di grandi dimensioni a Locarno in Piazza Filippo Franzoni.
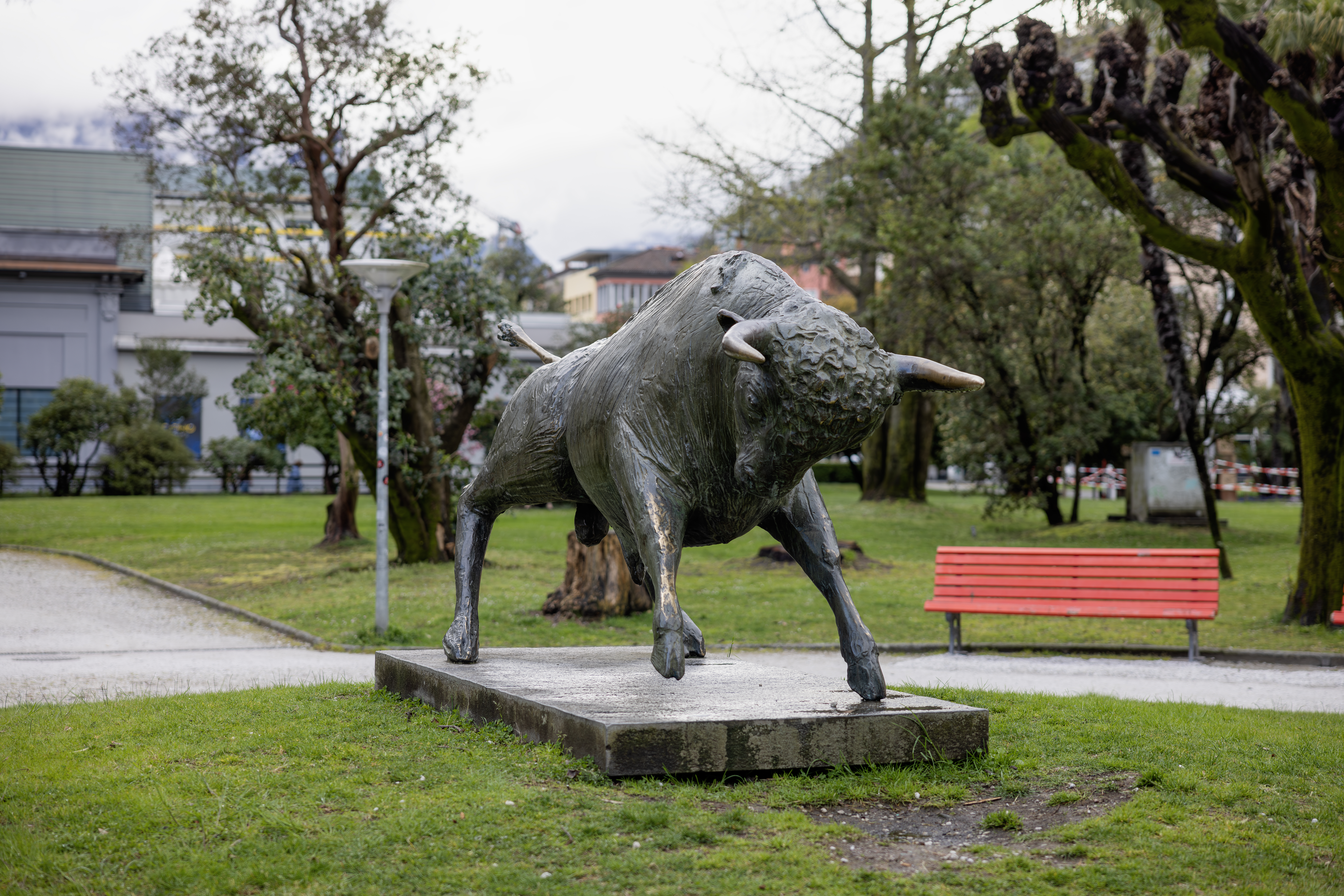
Nel 1975, in occasione del 50º anniversario della conferenza di pace tra Germania, Francia, Belgio, Inghilterra, Italia, Polonia e Cecoslovacchia, l'artista Remo Rossi donò alla città di Locarno la scultura «Toro».
Sala conferenze dell’Ex Palazzo del Governo a Locarno, ora sede della Società Elettrica Sopracenerina
Interno della torre del castello Visconteo
La facciata sud-orientale del Castello Visconteo
Coppa cilindrica, cosiddetta “degli uccelli”. Età Imperiale, cultura romana (I-IV secolo d.C.)  Muralto, villa Liverpool. Ritrovamento 1936. Reperto del 20-50 d.C. conservato all'interno del castello Visconteo
Passaggio del Naviglio Vecchio a Locarno, vista dalla terrazza di "Residenza Vivian"